# Saulx-les-Chartreux
Saulx-les-Chartreux é uma comuna francesa na região administrativa da Ilha de França, no departamento de Essonne. Estende-se por uma área de 7.65 km². Em 2010 a comuna tinha 6 294 habitantes (densidade: 822,7 hab./km²).